# 이민우 (축구 선수)
이민우(1991년 12월 1일 ~ )는 대한민국의 축구 선수이다. 현재 K3리그 김해시청 축구단에서 활동 중이다.

## 선수 생활
2014 K리그 드래프트를 통해 자유계약으로 성남 FC와 프로계약을 맺었다. 2014년에는 15경기에 출전했다.
2015년이 되고 K리그 챌린지 소속의 부천 FC 1995로 1년 임대를 떠났다. 개막전인 대구 FC와의 경기에서 후반 41분 데뷔골을 기록하며 팀의 2-1 승리를 이끌었다.
2016시즌에는 내셔널리그의 목포시청으로 이적했다.
2017시즌을 앞두고 안산 그리너스 FC에 창단멤버로 합류하며 프로무대에 복귀했다.
2019시즌을 앞두고 부산교통공사에 입단했다.

## 수상

### 팀

#### 성남 FC
- FA컵 우승: 2014